# Volei la Jocurile Olimpice de vară din 2020 - feminin
Turneul feminin de volei de la Jocurile Olimpice de vară din 2020 a avut loc în perioada 25 iulie-8 august 2021 la Ariake Arena. Inițial turneul trebuia să aibă loc în perioada 26 iulie-9 august 2020, dar a fost amânat din cauza pandemiei de COVID-19, CIO și comitetul de organizarea al Jocurilor Olimpice anunțând această amânare la 24 martie 2020. Din cauza pandemiei, toate meciurile s-au jucat fără spectatori.

## Format
Turneul s-a desfășurat în 2 faze: 
- Faza preliminară a fost o competiție între cele douăsprezece echipe, care au fost împărțite în două grupe de șase echipe. În această fază, echipele au concurat într-un format fiecare cu fiecare. Primele patru echipe cele mai bine clasate din fiecare grup au avansat în faza eliminatorie (sferturi de finală).

- Faza eliminatorie a urmat formatul cu o singură eliminare. Echipele pierzătoare în sferturile de finală au fost eliminați. Câștigătoarele sferturilor de finală au jucat în semifinale. Câștigătoarele semifinalelor au concurat pentru medalia de aur, iar învinsele au jucat pentru medalia de bronz.[4]

## Reguli de clasare
Clasamentul din grupe a fost stabilit conform următoarelor criterii:
1. Numărul de meciuri câștigate
2. Numărul de puncte
3. Raport seturi
4. Raport puncte
5. Dacă egalitatea persistă conform raportului de puncte dintre două echipe, prioritatea va fi acordată echipei care a câștigat meciul direct. Dacă raportul de puncte este în continuare egal între trei sau mai multe echipe, se realizează un nou clasament între aceste echipe luându-se în considerare primele patru criterii pe baza meciurilor directe.

Pentru un meci câștigat cu 3-0 sau 3-1: se acordă 3 puncte pentru echipa câștigătoare și 0 puncte pentru echipa învinsă.
Pentru un meci câștigat cu 3-2: se acordă 2 puncte pentru echipa câștigătoare și 1 punct pentru echipa învinsă.

## Arbitri
Următorii arbitrii au fost selectați pentru acest turneu:
- Hernán Casamiquela
- Paulo Turci
- Liu Jiang
- Denny Cespedes
- Fabrice Collados
- Daniele Rapisarda
- Shin Muranaka
- Sumie Myoi
- Luis Macias
- Wojciech Maroszek
- Evgeny Makshanov
- Vladimir Simonović
- Juraj Mokrý
- Kang Joo-hee
- Susana Rodríguez
- Hamid Al-Rousi
- Patricia Rolf

## Rezultate

### Faza preliminară

#### Grupa A
| L | Echipa               | M | V | Î | P  | SC | SP | Ratio 1 | PÎ  | PP  | Ratio 2 |
| - | -------------------- | - | - | - | -- | -- | -- | ------- | --- | --- | ------- |
| 1 | Brazilia             | 5 | 5 | 0 | 14 | 15 | 3  | 5,000   | 434 | 315 | 1,378   |
| 2 | Serbia               | 5 | 4 | 1 | 12 | 13 | 3  | 4,333   | 381 | 313 | 1,217   |
| 3 | Coreea de Sud        | 5 | 3 | 2 | 7  | 9  | 10 | 0,900   | 374 | 415 | 0,901   |
| 4 | Republica Dominicană | 5 | 2 | 3 | 8  | 10 | 10 | 1,000   | 411 | 406 | 1,012   |
| 5 | Japonia              | 5 | 1 | 4 | 4  | 6  | 12 | 0,500   | 378 | 395 | 0,957   |
| 6 | Kenya                | 5 | 0 | 5 | 0  | 0  | 15 | 0,000   | 242 | 376 | 0,644   |

Legendă:
M= meciuri jucate, V=victorii, Î=înfrângeri, P=puncte, SC=seturi câștigate, SP=seturi pierdute, Ratio 1=seturi câștigate/seturi pierdute, PM=puncte marcate, PP=puncte încasate, Ratio 2=puncte câștigate/puncte pierdute
| 25 iulie 2021 14:20 | Serbia                | 3–0 | Republica Dominicană | Ariake Arena, Tokyo Arbitru(i): Kang Joo-hee (KOR), Evgeny Makshanov (RUS) Raport(e): Rezultate Statistici |
| 25 iulie 2021 14:20 | (25–18, 25–12, 25–20) |     |                      | Ariake Arena, Tokyo Arbitru(i): Kang Joo-hee (KOR), Evgeny Makshanov (RUS) Raport(e): Rezultate Statistici |

| 25 iulie 2021 19:40 | Japonia               | 3–0 | Kenya | Ariake Arena, Tokyo Arbitru(i): Fabrice Collados (FRA), Hamid Al-Rousi (UAE) Raport(e): Rezultate Statistici |
| 25 iulie 2021 19:40 | (25–15, 25–11, 25–23) |     |       | Ariake Arena, Tokyo Arbitru(i): Fabrice Collados (FRA), Hamid Al-Rousi (UAE) Raport(e): Rezultate Statistici |

| 25 iulie 2021 21:45 | Brazilia              | 3–0 | Coreea de Sud | Ariake Arena, Tokyo Arbitru(i): Liu Jiang (CHN), Shin Muranaka (JPN) Raport(e): Rezultate Statistici |
| 25 iulie 2021 21:45 | (25–10, 25–22, 25–19) |     |               | Ariake Arena, Tokyo Arbitru(i): Liu Jiang (CHN), Shin Muranaka (JPN) Raport(e): Rezultate Statistici |

| 27 iulie 2021 14:20 | Japonia               | 0–3 | Serbia | Ariake Arena, Tokyo Arbitru(i): Patricia Rolf (USA), Juraj Mokrý (SVK) Raport(e): Rezultate Statistici |
| 27 iulie 2021 14:20 | (23–25, 16–25, 24–26) |     |        | Ariake Arena, Tokyo Arbitru(i): Patricia Rolf (USA), Juraj Mokrý (SVK) Raport(e): Rezultate Statistici |

| 27 iulie 2021 19:40 | Brazilia                            | 3–2 | Republica Dominicană | Ariake Arena, Tokyo Arbitru(i): Susana Rodríguez (ESP), Vladimir Simonović (SRB) Raport(e): Rezultate Statistici |
| 27 iulie 2021 19:40 | (22–25, 25–17, 25–13, 23–25, 15–12) |     |                      | Ariake Arena, Tokyo Arbitru(i): Susana Rodríguez (ESP), Vladimir Simonović (SRB) Raport(e): Rezultate Statistici |

| 27 iulie 2021 21:45 | Coreea de Sud         | 3–0 | Kenya | Ariake Arena, Tokyo Arbitru(i): Sumie Myoi (JPN), Evgeny Makshanov (RUS) Raport(e): Rezultate Statistici |
| 27 iulie 2021 21:45 | (25–14, 25–22, 26–24) |     |       | Ariake Arena, Tokyo Arbitru(i): Sumie Myoi (JPN), Evgeny Makshanov (RUS) Raport(e): Rezultate Statistici |

| 29 iulie 2021 11:05 | Coreea de Sud                       | 3–2 | Republica Dominicană | Ariake Arena, Tokyo Arbitru(i): Hernán Casamiquela (ARG), Shin Muranaka (JPN) Raport(e): Rezultate Statistici |
| 29 iulie 2021 11:05 | (25–20, 17–25, 25–18, 15–25, 15–12) |     |                      | Ariake Arena, Tokyo Arbitru(i): Hernán Casamiquela (ARG), Shin Muranaka (JPN) Raport(e): Rezultate Statistici |

| 29 iulie 2021 14:20 | Serbia                | 3–0 | Format:Vbw | Ariake Arena, Tokyo Arbitru(i): Hamid Al-Rousi (UAE), Sumie Myoi (JPN) Raport(e): Rezultate Statistici |
| 29 iulie 2021 14:20 | (25–21, 25–11, 25–20) |     |            | Ariake Arena, Tokyo Arbitru(i): Hamid Al-Rousi (UAE), Sumie Myoi (JPN) Raport(e): Rezultate Statistici |

| 29 iulie 2021 19:40 | Japonia               | 0–3 | Brazilia | Ariake Arena, Tokyo Arbitru(i): Denny Cespedes (DOM), Evgeny Makshanov (RUS) Raport(e): Rezultate Statistici |
| 29 iulie 2021 19:40 | (16–25, 18–25, 24–26) |     |          | Ariake Arena, Tokyo Arbitru(i): Denny Cespedes (DOM), Evgeny Makshanov (RUS) Raport(e): Rezultate Statistici |

| 31 iulie 2021 09:00 | Republica Dominicană  | 3–0 | Kenya | Ariake Arena, Tokyo Arbitru(i): Kang Joo-hee (KOR), Patricia Rolf (USA) Raport(e): Rezultate Statistici |
| 31 iulie 2021 09:00 | (25–19, 25–18, 25–10) |     |       | Ariake Arena, Tokyo Arbitru(i): Kang Joo-hee (KOR), Patricia Rolf (USA) Raport(e): Rezultate Statistici |

| 31 iulie 2021 16:25 | Serbia                       | 1–3 | Brazilia | Ariake Arena, Tokyo Arbitru(i): Fabrice Collados (FRA), Wojciech Maroszek (POL) Raport(e): Rezultate Statistici |
| 31 iulie 2021 16:25 | (20–25, 16–25, 25–23, 19–25) |     |          | Ariake Arena, Tokyo Arbitru(i): Fabrice Collados (FRA), Wojciech Maroszek (POL) Raport(e): Rezultate Statistici |

| 31 iulie 2021 19:40 | Japonia                             | 2–3 | Coreea de Sud | Ariake Arena, Tokyo Arbitru(i): Susana Rodríguez (ESP), Paulo Turci (BRA) Raport(e): Rezultate Statistici |
| 31 iulie 2021 19:40 | (19–25, 25–19, 22–25, 25–15, 14–16) |     |               | Ariake Arena, Tokyo Arbitru(i): Susana Rodríguez (ESP), Paulo Turci (BRA) Raport(e): Rezultate Statistici |

| 2 august 2021 09:00 | Serbia                | 3–0 | Coreea de Sud | Ariake Arena, Tokyo Arbitru(i): Evgeny Makshanov (RUS), Sumie Myoi (JPN) Raport(e): Rezultate Statistici |
| 2 august 2021 09:00 | (25–18, 25–17, 25–15) |     |               | Ariake Arena, Tokyo Arbitru(i): Evgeny Makshanov (RUS), Sumie Myoi (JPN) Raport(e): Rezultate Statistici |

| 2 august 2021 19:40 | Japonia                      | 1–3 | Republica Dominicană | Ariake Arena, Tokyo Arbitru(i): Patricia Rolf (USA), Wojciech Maroszek (POL) Raport(e): Rezultate Statistici |
| 2 august 2021 19:40 | (10–25, 23–25, 25–19, 19–25) |     |                      | Ariake Arena, Tokyo Arbitru(i): Patricia Rolf (USA), Wojciech Maroszek (POL) Raport(e): Rezultate Statistici |

| 2 august 2021 21:45 | Brazilia             | 3–0 | Kenya | Ariake Arena, Tokyo Arbitru(i): Vladimir Simonović (SRB), Daniele Rapisarda (ITA) Raport(e): Rezultate Statistici |
| 2 august 2021 21:45 | (25–10, 25–16, 25–8) |     |       | Ariake Arena, Tokyo Arbitru(i): Vladimir Simonović (SRB), Daniele Rapisarda (ITA) Raport(e): Rezultate Statistici |

#### Grupa B
| L | Echipa    | M | V | Î | P  | SC | SP | Ratio 1 | PÎ  | PP  | Ratio 2 |
| - | --------- | - | - | - | -- | -- | -- | ------- | --- | --- | ------- |
| 1 | SUA       | 5 | 4 | 1 | 10 | 12 | 7  | 1,714   | 418 | 401 | 1,042   |
| 2 | Italia    | 5 | 3 | 2 | 10 | 11 | 7  | 1,571   | 409 | 377 | 1,085   |
| 3 | Turcia    | 5 | 3 | 2 | 9  | 12 | 8  | 1,500   | 434 | 416 | 1,043   |
| 4 | COR       | 5 | 3 | 2 | 9  | 11 | 8  | 1,375   | 422 | 378 | 1,116   |
| 5 | China     | 5 | 2 | 3 | 7  | 8  | 9  | 0,889   | 374 | 385 | 0,971   |
| 6 | Argentina | 5 | 0 | 5 | 0  | 0  | 15 | 0,000   | 275 | 375 | 0,733   |

Legendă:
M= meciuri jucate, V=victorii, Î=înfrângeri, P=puncte, SC=seturi câștigate, SP=seturi pierdute, Ratio 1=seturi câștigate/seturi pierdute, PM=puncte marcate, PP=puncte încasate, Ratio 2=puncte câștigate/puncte pierdute
| 25 iulie 2021 09:00 | COR                   | 0–3 | Italia | Ariake Arena, Tokyo Arbitru(i): Patricia Rolf (USA), Wojciech Maroszek (POL) Raport(e): Rezultate Statistici |
| 25 iulie 2021 09:00 | (23–25, 19–25, 14–25) |     |        | Ariake Arena, Tokyo Arbitru(i): Patricia Rolf (USA), Wojciech Maroszek (POL) Raport(e): Rezultate Statistici |

| 25 iulie 2021 11:05 | SUA                   | 3–0 | Argentina | Ariake Arena, Tokyo Arbitru(i): Sumie Myoi (JPN), Daniele Rapisarda (ITA) Raport(e): Rezultate Statistici |
| 25 iulie 2021 11:05 | (25–20, 25–19, 25–20) |     |           | Ariake Arena, Tokyo Arbitru(i): Sumie Myoi (JPN), Daniele Rapisarda (ITA) Raport(e): Rezultate Statistici |

| 25 iulie 2021 16:25 | China                 | 0–3 | Turcia | Ariake Arena, Tokyo Arbitru(i): Susana Rodríguez (ESP), Luis Macias (MEX) Raport(e): Rezultate Statistici |
| 25 iulie 2021 16:25 | (21–25, 14–25, 14–25) |     |        | Ariake Arena, Tokyo Arbitru(i): Susana Rodríguez (ESP), Luis Macias (MEX) Raport(e): Rezultate Statistici |

| 27 iulie 2021 09:00 | COR                   | 3–0 | Argentina | Ariake Arena, Tokyo Arbitru(i): Kang Joo-hee (KOR), Hamid Al-Rousi (UAE) Raport(e): Rezultate Statistici |
| 27 iulie 2021 09:00 | (25–19, 25–15, 25–13) |     |           | Ariake Arena, Tokyo Arbitru(i): Kang Joo-hee (KOR), Hamid Al-Rousi (UAE) Raport(e): Rezultate Statistici |

| 27 iulie 2021 11:05 | China                 | 0–3 | SUA | Ariake Arena, Tokyo Arbitru(i): Wojciech Maroszek (POL), Fabrice Collados (FRA) Raport(e): Rezultate Statistici |
| 27 iulie 2021 11:05 | (27–29, 22–25, 21–25) |     |     | Ariake Arena, Tokyo Arbitru(i): Wojciech Maroszek (POL), Fabrice Collados (FRA) Raport(e): Rezultate Statistici |

| 27 iulie 2021 16:25 | Italia                       | 3–1 | Turcia | Ariake Arena, Tokyo Arbitru(i): Denny Cespedes (DOM), Hernán Casamiquela (ARG) Raport(e): Rezultate Statistici |
| 27 iulie 2021 16:25 | (25–22, 23–25, 25–20, 25–15) |     |        | Ariake Arena, Tokyo Arbitru(i): Denny Cespedes (DOM), Hernán Casamiquela (ARG) Raport(e): Rezultate Statistici |

| 29 iulie 2021 09:00 | Italia                | 3–0 | Argentina | Ariake Arena, Tokyo Arbitru(i): Susana Rodríguez (ESP), Liu Jiang (CHN) Raport(e): Rezultate Statistici |
| 29 iulie 2021 09:00 | (25–21, 25–16, 25–15) |     |           | Ariake Arena, Tokyo Arbitru(i): Susana Rodríguez (ESP), Liu Jiang (CHN) Raport(e): Rezultate Statistici |

| 29 iulie 2021 16:25 | China                               | 2–3 | COR | Ariake Arena, Tokyo Arbitru(i): Daniele Rapisarda (ITA), Juraj Mokrý (SVK) Raport(e): Rezultate Statistici |
| 29 iulie 2021 16:25 | (17–25, 25–23, 25–20, 25–27, 12–15) |     |     | Ariake Arena, Tokyo Arbitru(i): Daniele Rapisarda (ITA), Juraj Mokrý (SVK) Raport(e): Rezultate Statistici |

| 29 iulie 2021 21:45 | SUA                                 | 3–2 | Turcia | Ariake Arena, Tokyo Arbitru(i): Paulo Turci (BRA), Kang Joo-hee (KOR) Raport(e): RezultateStatistici |
| 29 iulie 2021 21:45 | (25–19, 25–20, 17–25, 20–25, 15–12) |     |        | Ariake Arena, Tokyo Arbitru(i): Paulo Turci (BRA), Kang Joo-hee (KOR) Raport(e): RezultateStatistici |

| 31 iulie 2021 11:05 | SUA                   | 0–3 | COR | Ariake Arena, Tokyo Arbitru(i): Vladimir Simonović (SRB), Hernán Casamiquela (ARG) Raport(e): Rezultate Statistici |
| 31 iulie 2021 11:05 | (20–25, 12–25, 19–25) |     |     | Ariake Arena, Tokyo Arbitru(i): Vladimir Simonović (SRB), Hernán Casamiquela (ARG) Raport(e): Rezultate Statistici |

| 31 iulie 2021 14:20 | Argentina             | 0–3 | Turcia | Ariake Arena, Tokyo Arbitru(i): Sumie Myoi (JPN), Hamid Al-Rousi (UAE) Raport(e): Rezultate Statistici |
| 31 iulie 2021 14:20 | (23–25, 20–25, 18–25) |     |        | Ariake Arena, Tokyo Arbitru(i): Sumie Myoi (JPN), Hamid Al-Rousi (UAE) Raport(e): Rezultate Statistici |

| 31 iulie 2021 21:45 | China                 | 3–0 | Italia | Ariake Arena, Tokyo Arbitru(i): Shin Muranaka (JPN), Evgeny Makshanov (RUS) Raport(e): Rezultate Statistici |
| 31 iulie 2021 21:45 | (25–21, 25–20, 26–24) |     |        | Ariake Arena, Tokyo Arbitru(i): Shin Muranaka (JPN), Evgeny Makshanov (RUS) Raport(e): Rezultate Statistici |

| 2 august 2021 11:05 | SUA                                 | 3–2 | Italia | Ariake Arena, Tokyo Arbitru(i): Liu Jiang (CHN), Luis Macias (MEX) Raport(e): Rezultate Statistici |
| 2 august 2021 11:05 | (21–25, 25–16, 25–27, 25–16, 15–12) |     |        | Ariake Arena, Tokyo Arbitru(i): Liu Jiang (CHN), Luis Macias (MEX) Raport(e): Rezultate Statistici |

| 2 august 2021 14:20 | COR                                 | 2–3 | Turcia | Ariake Arena, Tokyo Arbitru(i): Fabrice Collados (FRA), Susana Rodríguez (ESP) Raport(e): Rezultate Statistici |
| 2 august 2021 14:20 | (25–21, 23–25, 23–25, 25–15, 10–15) |     |        | Ariake Arena, Tokyo Arbitru(i): Fabrice Collados (FRA), Susana Rodríguez (ESP) Raport(e): Rezultate Statistici |

| 2 august 2021 16:25 | China                 | 3–0 | Argentina | Ariake Arena, Tokyo Arbitru(i): Kang Joo-hee (KOR), Denny Cespedes (DOM) Raport(e): Rezultate Statistici |
| 2 august 2021 16:25 | (25–15, 25–22, 25–19) |     |           | Ariake Arena, Tokyo Arbitru(i): Kang Joo-hee (KOR), Denny Cespedes (DOM) Raport(e): Rezultate Statistici |

### Faza eliminatorie
|  | Sferturi de finală   | Sferturi de finală |               |   | Semifinale                     | Semifinale                     |  |  | Meciul pentru medalia de aur | Meciul pentru medalia de aur |
|  |                      |                    |               |   |                                |                                |  |  |                              |                              |
|  | 4 august             |                    |               |   |                                |                                |  |  |                              |                              |
|  |                      |                    |               |   |                                |                                |  |  |                              |                              |
|  | Brazilia             | 3                  |               |   |                                |                                |  |  |                              |                              |
|  | Brazilia             | 3                  | 6 august      |   |                                |                                |  |  |                              |                              |
|  | COR                  | 1                  |               |   |                                |                                |  |  |                              |                              |
|  | COR                  | 1                  | Brazilia      | 3 |                                |                                |  |  |                              |                              |
|  | 4 august             |                    | Brazilia      | 3 |                                |                                |  |  |                              |                              |
|  |                      | Coreea de Sud      | 0             |   |                                |                                |  |  |                              |                              |
|  | Coreea de Sud        | Coreea de Sud      | 0             | 3 |                                |                                |  |  |                              |                              |
|  | Coreea de Sud        |                    | 8 august      | 3 |                                |                                |  |  |                              |                              |
|  | Turcia               | 2                  |               |   |                                |                                |  |  |                              |                              |
|  | Turcia               | 2                  | Brazilia      | 0 |                                |                                |  |  |                              |                              |
|  | 4 august             |                    | Brazilia      | 0 |                                |                                |  |  |                              |                              |
|  |                      | SUA                | 3             |   |                                |                                |  |  |                              |                              |
|  | Serbia               | SUA                | 3             | 3 |                                |                                |  |  |                              |                              |
|  | Serbia               | 6 august           |               | 3 |                                |                                |  |  |                              |                              |
|  | Italia               | 0                  |               |   |                                |                                |  |  |                              |                              |
|  | Italia               | 0                  | Serbia        | 0 |                                |                                |  |  |                              |                              |
|  | 4 august             |                    | Serbia        | 0 |                                |                                |  |  |                              |                              |
|  |                      | SUA                | 3             |   | Meciul pentru medalia de bronz | Meciul pentru medalia de bronz |  |  |                              |                              |
|  | Republica Dominicană | SUA                | 3             | 0 | Meciul pentru medalia de bronz | Meciul pentru medalia de bronz |  |  |                              |                              |
|  | Republica Dominicană |                    | 8 august      | 0 |                                |                                |  |  |                              |                              |
|  | SUA                  | 3                  |               |   |                                |                                |  |  |                              |                              |
|  | SUA                  | 3                  | Coreea de Sud | 0 |                                |                                |  |  |                              |                              |
|  |                      |                    |               |   |                                |                                |  |  |                              |                              |
|  | Serbia               | 3                  |               |   |                                |                                |  |  |                              |                              |
|  | Serbia               | 3                  |               |   |                                |                                |  |  |                              |                              |

## Clasament final
| Loc | Echipă               |
| --- | -------------------- |
|     | SUA                  |
|     | Brazilia             |
|     | Serbia               |
| 4   | Coreea de Sud        |
| 5   | Turcia               |
| 6   | Italia               |
| 7   | COR                  |
| 8   | Republica Dominicană |
| 9   | China                |
| 10  | Japonia              |
| 11  | Argentina            |
| 12  | Kenya                |